# Rhynchospora carrillensis
Rhynchospora carrillensis är en halvgräsart som beskrevs av Gómez-laur. Rhynchospora carrillensis ingår i släktet småag, och familjen halvgräs. Inga underarter finns listade i Catalogue of Life.